# Lev Shúbnikov
Lev Vasílievich Shúbnikov (ruso: Лев Васи́льевич Шу́бников; ucraniano: Лев Васильович Шубников) (9 de septiembre de 1901 – 10 de noviembre de 1937) fue un físico experimental soviético que trabajó en Rusia, Países Bajos y Ucrania.
Xúbnikov nació en una familia de San Petersburgo. Después de graduarse en el gimnasium, ingresó en la Universidad de Leningrado. Esto fue durante el primer año de la Guerra Civil Rusa, y él era el único estudiante del departamento de física. El 1921, mientras que navegaba por el golfo de Finlandia, accidentalmente llegó a Finlandia desde San Petersburgo, fue enviado a Alemania y no pudo volver a Rusia hasta el 1922. Entonces continuó sus estudios en el Instituto Politécnico de Leningrado, graduándose el 1926. Durante su periodo formativo trabajó con Ivan Obreimov, desarrollando un nuevo método para el crecimiento de los monocristales de los metales.
El 1926, y por recomendación de Abram Ioffe, fue enviado al laboratorio de criogenia de Wander Johannes de Haas, a Leiden (Países Bajos); donde trabajó hasta el 1930. Shúbnikov estudió los cristales del bismuto con bajas concentraciones de impureza, y junto con De Haas descubrió las oscilaciones de la magnetorresistencia a bajas temperaturas en campos magnéticos (el efecto Shúbnikov-De Haas). La importancia de este efecto para cuerpos en estado condensado resultó evidente hasta mucho tiempo después. Actualmente este efecto es uno de los instrumentos principales empleados en el estudio de las propiedades del electrón quantum de los sólidos.
El 1930, Shúbnikov volvió a Járkov y fundó el primer laboratorio soviético de criogenia.
También descubrió el antiferromagnetismo (1935) y el paramagnetismo (1936, con Borís Làzarev) del estado sólido del hidrógeno. Fue uno de los primeros a estudiar el helio líquido.
El 1937, durante la Gran Purga, la NKVD lanzó el Asunto del Instituto Físico y Tecnológico Ucraniano bajo acusaciones falsas, y Shúbnikov y varios colegas más fueron condenados y ejecutados. Fue rehabilitado póstumamente. Hasta 1991 la fecha exacta de su muerte no se sabía (la Gran Enciclopedia Soviética decía que había sido el 1945.
La Academia Soviética de Ciencias creó el premio Shúbnikov.